# MHETase
Das Enzym MHETase ist eine Hydrolase, welche im Jahr 2016 entdeckt wurde und die Eigenschaft hat, vom Enzym PETase produzierte Mono-(2-hydroxyethyl)-terephthalsäure in Ethylenglycol und Terephthalsäure zu zerlegen. Das Enzym entstand durch natürliche Evolution und kommt im ebenfalls 2016 entdeckten Bakterium Ideonella sakaiensis vor.

## Chemische Reaktion
Das erste Enzym beim PET-Abbau, die PETase, spaltet den Kunststoff in das Zwischenprodukt MHET (Mono-(2-hydroxyethyl)-terephthalsäure) und geringe Mengen BHET (Bis-(2-hydroxyethyl)-terephthalsäure). MHETase hydrolysiert die Esterbindung von MHET unter Bildung von Terephthalsäure und Ethylenglycol. 

Neben dem natürlichen Substrat MHET wird das chromogene Substrat MpNPT, Mono-p-nitrophenyl-terephthalat, gut umgesetzt, was zur Bestimmung der enzymatischen Aktivität genutzt werden kann. Ferulasäureester und Gallussäureester, die Substrate der nächsten Verwandten aus der Tannasefamilie, werden nicht umgesetzt. p-Nitrophenylester aliphatischer Monocarbonsäuren wie das meistverwendete Esterasesubstrat p-Nitrophenylacetat werden ebenfalls nicht umgesetzt.

## Struktur
Die Struktur wurde 2019 aufgeklärt und zeigt die weit verbreitete Faltung einer α/β-Hydrolase. Nach Einteilung in der ESTHER Datenbank gehört die MHETase im Block X zur Familie der Tannasen, die hauptsächlich Tannasen und Feruloylesterasen enthält. Außer der Hydrolasedomäne, die allen α/β-Hydrolase Enzymen gemein ist, besitzt die MHETase eine große Lid-Domäne ('Deckel'), die für die Substratspezifität verantwortlich ist. Die Reste der katalytischen Triade, Ser225, His528 und Asp492, liegen in der Hydrolasedomäne, die Reste Arg411, Ser416 und Ser419 in der Liddomäne sind mit ihren Wasserstoffbrückenbindungen zur Carboxylatgruppe essentiell für die Spezifität auf Terephthalsäureester.

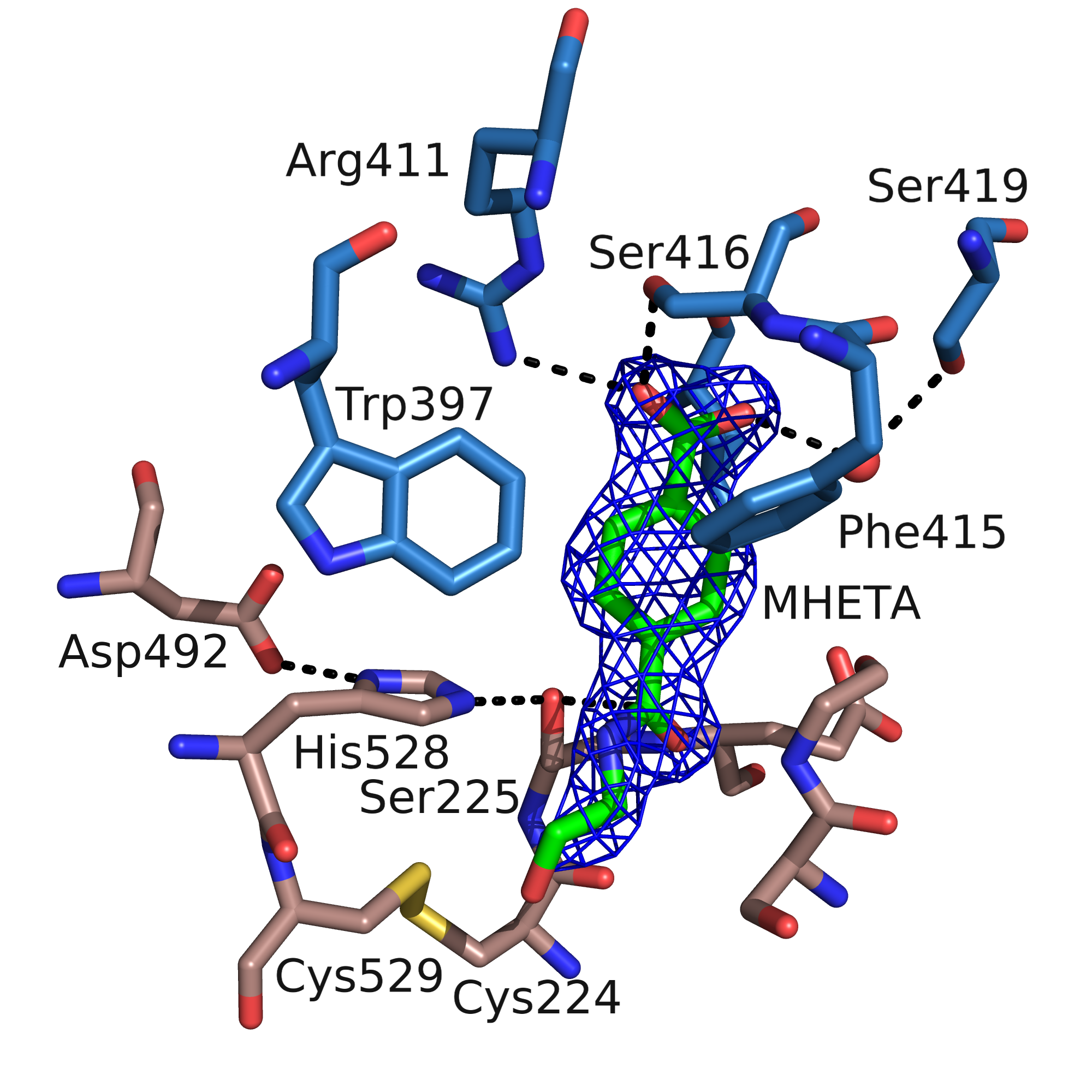
MHETase mit gebundenem MHETA (vgl. Fig. 2a in). Kurze Abstände zwischen dem nicht hydrolysierbaren Substratanalog MHETA (Mono-hydroxyethyl-terephthalamid, N-(2-hydroxyethyl)-terephthalsäuremonoamid in grün) und den katalytischen Resten Ser225, His528 und Asp492 (Teil der Hydrolase Domäne in braun) oder den Liganden bindenden Resten (Teil der Lid Domäne in blau) sind als gestrichelte Linie dargestellt. Die 2FoFc Elektronendichte um MHETA bei 1,5 sigma ist als blaues Netz dargestellt. PDB: 6QGA